# Jack Britton
William J. Breslin, meglio conosciuto come Jack Britton (Clinton, 14 ottobre 1885 – 27 marzo 1962), è stato un pugile statunitense.
La International Boxing Hall of Fame lo ha riconosciuto fra i più grandi pugili di ogni tempo.

## Gli inizi
Divenne professionista nel 1905.

## La carriera
Tre volte campione del mondo dei pesi welter negli anni dieci.
Antagonista di Ted "Kid" Lewis, che affrontò in tutto 20 volte, e di Benny Leonard.